# CCK-4
CCK-4またはコレシストキニンテトラペプチド(Cholecystokinin tetrapeptide)は、ホルモンの1つコレシストキニンの断片であるペプチドである。アミノ酸配列は、Trp-Met-Asp-Phe-NH2。消化器系及び中枢神経系に様々な作用を示すコレシストキニンとは異なり、CCK-4は主に不安惹起薬として脳に作用する。消化器系に対する作用は多少残存しているものの、CCK-8や全長のポリペプチドCCK-58ほど強くはない。
CCK-4は、わずか50 μgの投与でヒトに確実に深刻な不安症状を引き起こし、抗不安薬の試験のためにパニック発作を引き起こすのに用いられる。ペプチドであるため、注射によって投与する必要があり、体内に入るとすぐに分解されるため、作用の持続時間は長くはないが、性質を改善した多くの合成アナログが知られている。